# Première Nation de Mishkeegogamang

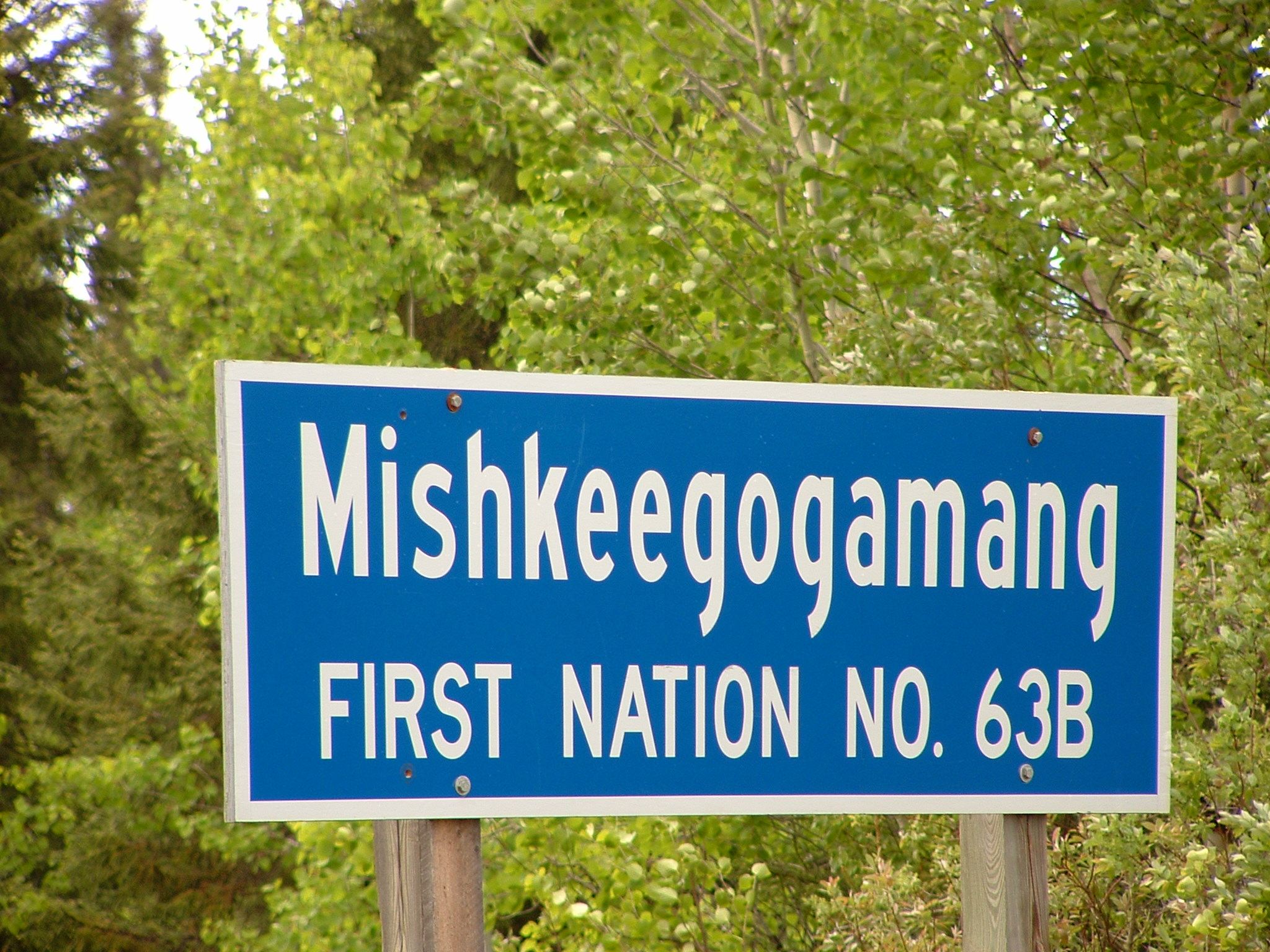
Enseigne de la frontière de la Première Nation le long de la route provinciale 599

La Première Nation de Mishkeegogamang, aussi appelée New Osnaburgh, Osnaburgh House et Osnaburgh (abrégé en « Oz »), est une bande indienne de la Première Nation des Ojibwés située dans la province canadienne de l'Ontario. Jusqu'en 1993, elle était appelée la Première Nation d'Osnaburgh. Elle est située le long de la route 599 dans le district de Kenora à environ 20 km au sud de Pickle Lake. En septembre 2007, elle avait une population enregistrée totale de 1 835 membres dont 1 000 vivaient sur la réserve en juin 2015. Autrefois, la Première Nation était membre du Conseil des Premières Nations Windigo, mais, depuis février 2015, elle n'est membre d'aucun conseil de bandes régional. Toutefois, elle est toujours membre de la Nishnawbe Aski Nation.

## Géographie
La Première Nation de Mishkeegogamang possède deux réserves : Osnaburgh 63A (en) de 12 401 acres et Osnaburgh 63B (en) de 33 799 acres.